# Fabrizio Guidi
Fabrizio Guidi, född 13 april 1972 i Pontedera, är en italiensk före detta landsvägscyklist som var professionell från 1995 till 2007. Efter karriären blev han sportdirektör för Nippo–Endeka (2008), Saxo Bank–SunGard (2011–2014), Cannondale–Garmin (2015–2020) och UAE Team Emirates (2021–).
Guidi testades positivt för EPO vid Vattenfall Cyclassics 2005, men B-provet visade sig sedan vara negativt. Efter sin aktiva karriär, den 8 maj 2008, granskades han för hantering av dopingpreparat och dömdes till två års avstängning.

## Meriter
|  | 1995 Vinnare totalt av Tour du Vaucluse Vinnare av etapp 8 i Volta a Portugal 2:a i totalt i Polen runt 9:a i Firenze–Pistoia 1996 Giro d'Italia Vinnare av poängtävlingen Vinnare av intergirotävlingen Vinnare totalt av Danmark Rundt Vinnare av poängtävlingen Vinnare av etapp 3 Vinnare totalt av Giro di Puglia Vinnare av etapp 2 Vinnare totalt av Tour du Vaucluse Vinnare av etapperna 1, 3 och 5 Vinnare av Gran Premio della Costa Etruschi Vinnare av Grand Prix du canton d'Argovie Vinnare av Tre Valli Varesine 4:a i Coppa Bernocchi 4:a i Giro dell'Etna 6:a i Giro del Lazio 6:a i Gran Premio della Liberazione 6:a i Trofeo Pantalica 9:a i Giro del Veneto 1997 Vinnare av etapperna 2 och 4 i Volta a Portugal Vinnare av etapp 4a i Euskal Bizikleta 2:a i Giro d'Oro 3:a i Gran Premio della Costa Etruschi 4:a i Classic Haribo 8:a i Gent–Wevelgem 8:a i Trofeo Laigueglia 9:a totalt i Driedaagse van De Panne-Koksijde Vinnare av etapp 3a | 1998 Vuelta a España Vinnare av poängtävlingen Vinnare av etapperna 4, 8 och 18 Vinnare av etapp 6 i Dunkerques fyradagars 5:a totalt i Rheinland-Pfalz Rundfahrt 5:a totalt i Driedaagse van De Panne-Koksijde 7:a i Trofeo Matteotti 1999 Giro d'Italia Vinnare av etapp 22 Vinnare av intergirotävlingen Vinnare av Grand Prix Pino Cerami 4:a i Paris–Tours 4:a i Coppa Bernocchi 8:a totalt i Giro della Provincia di Lucca 2000 Giro d'Italia Vinnare av etapp 16 Vinnare av intergirotävlingen Vinnare av etapp 4 i Giro della Provincia di Lucca 5:a totalt i Ronde van Nederland Vinnare av etapp 1 5:a i Grand Prix d'Ouverture La Marseillaise 9:a totalt i Tour de la Région Wallonne 9:a i Tour de Vendée 10:a i Gran Premio Bruno Beghelli 2001 Vinnare av etapp 1 i Tour de Romandie Vinnare av etapp 7 i Paris–Nice Vinnare av etapp 1 i Tour de la Région Wallonne 4:a i HEW Cyclassics 4:a i Philadelphia International Cycling Classic 4:a i Paris–Camembert 8:a i Classic Haribo | 2002 Vinnare av Firenze–Pistoia Vinnare av etapp 1 i Brixia Tour 7:a i Milano–Torino 2003 2:a i i Trofeo Manacor 2004 Vinnare av etapp 2 i Tour de la Région Wallonne Vinnare av etapp 2 i Danmark Rundt 8:a i HEW Cyclassics 2005 Vinnare av etapp 6 i Österrike runt 3:a i totalt i Tirreno–Adriatico 3:a i totalt i Tour of Qatar 5:a i Rund um die Hainleite 10:a i Giro della Provincia di Lucca 2006 Vinnare totalt av Tour de la Région Wallonne Vinnare av poängtävlingen Vinnare av etapperna 2 och 4 Vinnare av etapp 7 i Österrike runt Vinnare av etapp 3 i Polen runt 5:a totalt i Tour of Qatar 5:a i Giro della Provincia di Lucca 2007 4:a totalt i Tour de Picardie 7:a i Coppa Bernocchi |